# Högskoleingenjör
Högskoleingenjör är i Sverige någon som har examen från någon av ett antal tekniska högskoleutbildningar på minst tre år, det vill säga minst 180 högskolepoäng. Olika högskolor och universitet har formulerat olika examenskrav för högskoleingenjörsexamen, men utbildningen omfattar ungefär 90 högskolepoäng inom ett tekniskt huvudämne, inklusive ett examensarbete om 15 högskolepoäng, samt ungefär 15 till 30 högskolepoäng inom biämnet matematik. 

## Jämförelse med teknologie kandidatexamen
Högskoleingenjörsutbildningar liknar och ger ibland möjlighet till teknologie kandidatexamen. Både högskoleingenjörsexamen och teknologie kandidatexamen ger möjlighet till påbyggnad mot teknologie magisterexamen eller teknologie masterexamen. Utbildningarna ger liknande möjlighet till arbete.
En viktig skillnad mot teknologie kandidatutbildningar är att högskoleingenjör är en yrkesutbildning, varför examenskraven i högre grad är reglerade i högskoleförordningen 2006:1053 . Denna kräver att utbildningen omfattar studier inom icke-tekniska yrkesrollsförberedande så kallade ingenjörsstödjande ämnen eller kursmoment. Detta skall innefatta muntlig och skriftlig kommunikation, arbetsmiljö, hållbar utveckling, ekonomi samt etiska, sociala och samhälleliga aspekter av tekniken. Ofta ingår tekniska breddningskurser inom fysik, datoranvändning, med mera. 
Båda utbildningarna avslutas med en specialisering inom något område, och med ett examensarbete. Utbildningarna omfattar ungefär lika mycket matematik, ibland något mer för teknologie kandidatexamen.
Svenska högskoleingenjörsutbildningar kräver Matematic 3c (dvs den tidigare kursen Matematik D), Fysik 2 (Fysik B) och Kemi 1 (Kemi A) från gymnasiet, medan det ofta räcker med Matematik 3b (dvs Matematik C) för behörighet till teknologie kandidatutbildningar.

## Jämförelse med civilingenjörsexamen
I jämförelse med femåriga civilingenjörsutbildningar är högskoleingenjörsutbildningar generellt mer praktiskt orienterade, är inte forskningsförberedande i lika hög grad, innehåller inte lika mycket matematik och fysik. Idag är kraven på förkunskaper vanligen desamma, men förkunskapskraven ändrades 2010 så att Matematik E (som idag motsvarar Matematik 4) krävs på samtliga civilingenjörsutbildningar i landet.
På många, men inte alla, civilingenjörsutbildningar kan man avbryta studierna och ta ut en teknologie kandidatexamen eller högskoleingenjörsexamen efter tre år, men vanligen resulterar det i en bredare och mer teoretisk utbildning utan specialisering än om man följer ett högskoleingenjörsprogram.

## Jämförelse med kortare ingenjörsutbildningar och tekniska utbildningar
Gymnasieingenjör var i Sverige examenstiteln för den som gått fyraårigt tekniskt gymnasium. Denna utbildningsform avskaffades 1992. Examenstiteln återinfördes 2011 försöksvis.
Tidigare förekom högskoleutbildningar för ingenjörer på två år (idag motsvarande 120 högskolepoäng) till mellaningenjör, som påbyggnad på tre års studier vid tekniskt gymnasium. Regeringen beslutade 1988 att en tvåårig ingenjörsutbildning på mellannivå skulle införas med den statliga högskolan som huvudman som ersättning för gymnasiets fjärde år inom den fyraåriga tekniska linjen. Mellaningenjörsutbildningen ersattes senare [när?] med den treåriga högskolingenjörsutbildning.
Idag ges inte ingenjörsexamen till kortare högskoleutbildningar än tre år, men en ny gymnasieingenjörexamen finns sedan år 2011. Dock finns tvååriga högskoleutbildningar inom tekniska ämnen som kan ge generell högskoleexamen, 120 högskolepoäng. Tvååriga tekniska högskoleutbildningar saknar idag vanligen matematikkurser, har lägre förkunskapskrav än ingenjörs- och teknologie kandidatutbildningar, och kan ha karaktären av teknikerutbildning snarare än ingenjörsutbildning. Tvååriga tekniska högskoleutbildningar ger vanligen inte samma påbyggnadsmöjligheter som en treårig utbildning.

## Högskoleingenjörsinriktningar
Exempel på högskoleingenjörsinriktningar är bland annat:
- Bioenergiteknik
- Datateknik
- Elektronik
- Elektroteknik
- Energiteknik
- Kemisk analysteknik
- Kärnkraftteknik
- Maskinteknik
- Medicinsk teknik
- Medieteknik
- Skog och träteknik
- Byggteknik
- Trafikteknik

### Utbildningsprogram
Högskoleingenjörsutbildningar kan läsas på campus vid ett flertal universitet och högskolor. 
Möjlighet finns även att läsa på distans inom följande utbildningar:
- Elkraftsingenjör. (Ett samarbete mellan branchorganisationen Svensk Energi, samt Mittuniversitetet, Luleå tekniska högskola och Umeå universitet.)
- Maskiningenjör[6] (Vid Högskolan Väst)
- Högskoleingenjörsutbildning inom Skog och träteknik. (Vid Linnéuniversitetet.)
- Industriell ekonomi (vid Högskolan Dalarna)
- Högskoleingenjör underhållsteknik (Vid Luleå tekniska universitet)
- Automationsingenjör (Mittuniversitet)
- Byggingenjör (Mittuniversitet)
- Energiingenjör (Mittuniversitet)

## Fotnoter
1. ↑  Högskoleförordningen 2006:1053
2. ↑  Sökning på högskoleingenjörsutbildningar i antagning.se.
3. ↑  Sökning på antagning.se
4. ↑  ”Arkiverade kopian”. Arkiverad från originalet den 13 december 2014. https://web.archive.org/web/20141213015054/http://www.nyteknik.se/nyheter/karriarartiklar/article266089.ece. Läst 12 december 2014.
5. ↑  Bifallen proposition 1988/89:UbU30 angående Ingenjörsutbildning
6. ↑  ”Maskiningenjör”. Högskolan Väst. Arkiverad från originalet den 8 augusti 2020. https://web.archive.org/web/20200808090242/https://www.hv.se/utbildning/program/maskiningenjor-heltid-distans-tgmtd/. Läst 21 november 2019.